# Abadia de Portglenone

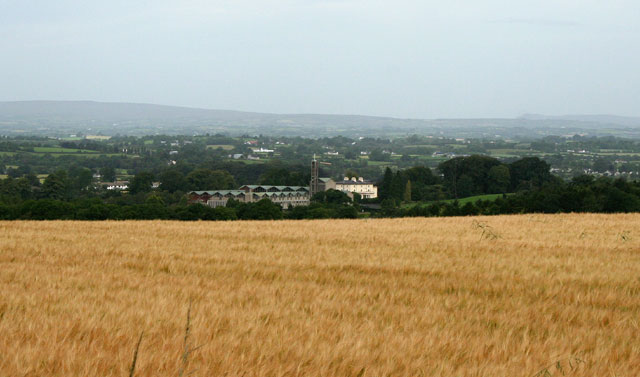
Abadia de Nossa Senhora de Belém

A Abadia de Nossa Senhora de Belém, um mosteiro cisterciense em Portglenone, Condado de Antrim, Irlanda do Norte, foi fundada em 1948 pela Abadia do Monte Melleray, no Condado de Waterford. Os monges compraram a Portglenone House, uma mansão campestre construída por volta de 1810 pelo bispo da Igreja da Irlanda, Dr. Alexander, que demoliu o castelo local. A história registra que Sir Roger Casement costumava ficar em casa nos primeiros anos do século XX.
Apesar da oposição dos protestantes locais, o mosteiro conseguiu estabelecer-se na localidade e administrou uma fazenda de gado leiteiro bem-sucedida por muitos anos. A Abadia de Nossa Senhora de Belém foi o primeiro mosteiro fechado a ser estabelecido na Irlanda do Norte desde a Reforma.
O mosteiro pertence à Ordem dos Cistercienses da Estrita Observância (OCSO), também conhecida como trapistas, que seguem a Regra de São Bento, mas enfatizam alguns dos aspectos mais austeros e penitenciais da Regra, como silêncio estrito, abstenção de carne, levantando-se cedo e trabalho físico.

Na década de 1960, a comunidade construiu um novo mosteiro projetado em estilo moderno por Padraig Ó Muireadhaigh. O edifício ganhou vários prêmios de arquitetura. Para estabelecer continuidade com o passado da Ordem, pedras de algumas das abadias cistercienses irlandesas antes da Reforma foram incorporadas na igreja e nos claustros.